# Dendrobates tinctorius "azureus"
Dendrobates tinctorius "azureus" é uma espécie de anfíbio que também pode ser chamado de sapo-boi-azul (conhecido como tamma) e pode ser encontrada nas florestas da região de Sipaliwini, no Suriname, e no extremo norte do Brasil. Possui uma pele de cor azul metálica, com manchas negras. Estas cores chamativas advertem os possíveis predadores de que a espécie contém um potente veneno neurotóxico na pele. Recentes estudos confirmaram que Dendrobates azureus não é mais do que uma variante polimórfica de Dendrobates tinctorius, uma espécie amplamente distribuída no Suriname, Guiana e Brasil.
- Commons
- Wikispecies